# Área de transferência
Área de transferência é um recurso utilizado por um sistema operacional para o armazenamento de pequenas quantidades de dados para transferência entre documentos ou aplicativos, através das operações de cortar, copiar e colar bastando apenas clicar com o botão direito do mouse e selecionar uma das opções. O uso mais comum é como parte de uma interface gráfica, e geralmente é implementado como blocos temporários de memória que podem ser acessados pela maioria ou todos os programas do ambiente.
Implementações antigas armazenavam dados como texto plano, sem meta informações como tipo de fonte, estilo ou cor. As mais recentes implementações suportam múltiplos formatos de dados, que variam entre RTF e HTML, passando por uma variedade de formatos de imagens como bitmap e vetor até chegar a tipos mais complexos como planilhas e registros de banco de dados.

## Específicos do Sistema Operacional

### Microsoft Windows e Linux
- Ctrl+C para copiar informação para a Área de Transferência[2]
- Ctrl+X para cortar informação para a Área de Transferência
- Ctrl+V para colar informação da Área de Transferência

### Mac OS
- Cmd-C para copiar informação para a Área de Transferência[3]
- Cmd-X para cortar informação para a Área de Transferência
- Cmd-V para colar informação da Área de Transferência